# Devilman Crybaby
Devilman Crybaby ist eine Anime-Serie aus dem Jahr 2018, die auf Gō Nagais Manga-Serie Devilman basiert. Der Regisseur ist Masaaki Yuasa und der Anime entstand beim Studio Science Saru. Er wurde auf Netflix veröffentlicht und feiert das 50-jährige Jubiläum von Nagais Schaffen. Statt wie die Vorlage in den 1970er spielt die Serie im 21. Jahrhundert.

## Handlung
Der Schüler Akira Fudo lebt mit seinem einzigen Freund und langjährigen Schwarm Miki Makimura, ihrem Bruder Taro und ihren Eltern Noel und Akiko zusammen. Als Akira versucht, Miki vor einer von Rapper Wamu angeführten Bande zu verteidigen, wird er von seinem Freund aus Kindertagen, Ryo Asuka, gerettet. Ryo erzählt Akira, dass seine jüngste Expedition in den Amazonas-Regenwald die Existenz von Dämonen enthüllte, aber dass die Regierungen der Welt diese Informationen unterdrücken. Ryo plant, die Dämonen zu entlarven und bringt Akira in einen unterirdischen Nachtclub. Er greift die Gäste mit einer zerbrochenen Flasche an und lässt Dämonen auftauchen. Ryo filmt die Dämonen, die die Menschen massakrieren, wird aber von einem Dämon angegriffen und festgehalten. Akiras Wille überwältigt Amon, den mächtigen Dämon, der versucht, von ihm Besitz zu ergreifen. Akira verwandelt sich in Amons Dämonenform und besiegt die Dämonen.
Ryo und Akira kämpfen gegen mehrere Dämonen, darunter Amons Geliebte Sirene, ihr Partner Kaim und den sadistischen Jinmen, die für den Tod von Akiras Eltern verantwortlich war. Akiras und Ryos Freundschaft wird durch Ryos extreme Aktionen zum Schutz von Akiras Geheimnis auf die Probe gestellt. Ryo enthüllt schließlich im Fernsehen, dass Trackstar Moyuru Koda ein Dämon ist. Die Offenbarung der Existenz von Dämonen löst eine globale Panik aus, bei der Menschen sich aus Misstrauen gegenseitig angreifen. Angewidert von Ryos Apathie gegenüber dem Chaos, das er verursacht hat, versucht Akira zusammen mit Koda und seinem Teufelskollegen Miki „Miko“ Kuroda, andere Teufelsmenschen zu finden. Als Tokio ins Chaos stürzt, fällt Mikis Familie der Polizei zum Opfer und wird von Akira außerhalb der Stadt begraben.
Durch seine eigenen Handlungen verwirrt, kehrt Ryo in den Amazonas-Regenwald zurück. Nach seiner Rückkehr lügt Ryo während einer weltweiten Sendung über die Entstehung von Dämonen und zeigt Aufnahmen von Akira, der sich in Devilman verwandelt, und die Welt verfällt in massenhafte Gewalt und Völkermord. Nachdem Miki und ihre Freunde in den sozialen Medien Akira verteidigt haben, werden sie von einem paranoiden Mob ermordet, der sie für Dämonen hält. Akira tötet den Mob als Vergeltung, nachdem er gesehen hat, wie sie die zerstückelten Körper seiner Freunde herumtragen.
Akira konfrontiert bald Ryo, der offenbart, dass er der gefallene Engel Satan ist. Satan entdeckte die Dämonen, die auf der Erde lebten, nachdem sie aus dem Himmel vertrieben worden waren, und obwohl sein Körper und die Dämonen von Gott zerstört wurden, überstanden ihre Seelen ihre physische Zerstörung. Nachdem Satan als Ryo wiedergeboren wurde, wollte er die Menschheit ausrotten, um die Welt zu beschmutzen. Er machte Akira zu Devilman, um ihm zu ermöglichen, in der kommenden Welt zu überleben, und um ihm dafür zu danken, dass er als Mensch an seiner Seite war. Akira weigert sich, sich Satans Sache anzuschließen und versammelt die anderen Teufelsmenschen, um gegen Satans Armee zu kämpfen. Doch er wird besiegt, die Menschheit ausgelöscht und die Erde zerstört. Nachdem Satan die einzige Person getötet hat, die er jemals geliebt hat, wird er von Emotionen überwältigt. Er wiegt Akiras leblosen Körper, als eine Armee von Engeln herabsteigt, um die Erde zu zerstören und zu reformieren.

## Produktion und Veröffentlichung
Die Serie entstand beim Studio Science Saru unter der Regie von Masaaki Yuasa. Das Drehbuch schrieb Ichiro Okouchi und die künstlerische Leitung lag bei Ryō Kōno. Das Charakterdesign entwarfen Ayumi Kurashima und Kiyotaka Oshiyama. Für die Kameraführung war Toshikazu Kuno verantwortlich, für den Ton Eriko Kimura. Projektentwicklung und Produktion lagen bei Aniplex und Nagais Studio Dynamic Planning, assoziierter Produzent war Netflix.
Die Serie wurde erstmals im März 2017 angekündigt, um Nagais 50-jähriges Schaffen als Künstler zu feiern. Im August wurde sein erster Trailer auf dem YouTube-Kanal von Netflix Japan veröffentlicht und es wurde bekannt gegeben, dass der Anime zehn Folgen haben würde. Alle Folgen wurden am 5. Januar 2018 auf Netflix international veröffentlicht. Die Serie wurde in 23 Untertitelsprachen und sieben gesprochenen Sprachen zur Verfügung gestellt; zu den synchronisierten Sprachen gehören Englisch, Französisch, Deutsch, Italienisch, brasilianisches Portugiesisch, Standardspanisch und kastilisches Spanisch. Am 30. Mai 2018 veröffentlichte Aniplex Japan die komplette Serie auf Blu-ray Disc.

### Synchronsprecher
Die deutsche Synchronfassung entstand bei SDI Media. Das Dialogbuch schrieb Daniel Daehne und Regie führte Heiko Feld.
| Rolle                 | japanischer Sprecher (Seiyū) | Deutscher Sprecher   |
| --------------------- | ---------------------------- | -------------------- |
| Akira Fudo / Devilman | Koki Uchiyama                | Domenic Redl         |
| Miki Makimura         | Megumi Han                   | Gabrielle Pietermann |
| Ryo Asuka / Satan     | Ayumu Murase                 | Tobias Kern          |
| Miki Kuroda           | Ami Koshimizu                | Sandra Schadt        |
| Wamu                  | Ken the 390                  | Patrick Roche        |
| Moryuru Koda          | Jun'ya Hirano                | Max Felder           |
| Gabi                  | Subaru Kimura                | Felix Mayer          |
| Kukun                 | Young Dais                   | Julian Manuel        |
| Koji Nagasaki         | Kenjiro Tsuda                | Patrick Schröder     |
| Sirene                | Atsuko Tanaka                | Kathrin Gaube        |
| Taro Makimura         | Eri Inagawa                  | Maximilian Belle     |
| Noel Makimura         | Masato Obara                 | Oliver Scheffel      |
| Akiko Makimura        | Sayaka Kobayashi             | Andrea Wick          |
| Zennon                | Avu-chan                     | Thomas Albus         |
| Jinmen                | Akio Hirose                  | Marc Rosenberg       |
| Kaim                  | Rikiya Koyama                | Martin Halm          |
| Psycho Jenny          | Yasuhiro Takato              | Nina Kapust          |

### Musik
Die Musik der Serie wurde komponiert von Kensuke Ushio. Der Vorspann ist unterlegt mit dem Lied Man Human von Denki Groove und für den Abspann verwendete man Konya Dake von Takkyū to Tabibito. Innerhalb der Folgen kommt das Lied Devilman no Uta von Avu-chan vor.

## Episodenliste
| Nr. (ges.) | Nr. (St.) | Deutscher Titel                    | Originaltitel                                                          | Erstausstrahlung Japan | Deutschsprachige Erstveröffentlichung (D/A/CH) |
| ---------- | --------- | ---------------------------------- | ---------------------------------------------------------------------- | ---------------------- | ---------------------------------------------- |
| 1          | 1         | Ich brauche dich                   | おまえが必要なんだ (Omae ga hitsuyōnanda)                              | 5. Jan. 2018           | 5. Jan. 2018                                   |
| 2          | 2         | Eine Hand reicht                   | 片手で十分だ (Kata te de jūbun da)                                     | 5. Jan. 2018           | 5. Jan. 2018                                   |
| 3          | 3         | Ich hab den Beweis!                | オレは撮ったんだ！ (Ore wa tottanda!)                                  | 5. Jan. 2018           | 5. Jan. 2018                                   |
| 4          | 4         | Komm schon, Akira                  | 明、来て (Akira, kite)                                                 | 5. Jan. 2018           | 5. Jan. 2018                                   |
| 5          | 5         | Wunderschöne Silene                | シレーヌ、君は美しい (Shirēnu, kimi wa utsukushī)                      | 5. Jan. 2018           | 5. Jan. 2018                                   |
| 6          | 6         | Weder Dämon, noch Mensch           | 悪魔でも人間でもない (Akuma demo ningen demonai)                       | 5. Jan. 2018           | 5. Jan. 2018                                   |
| 7          | 7         | Schwache Menschen, schlaue Dämonen | 人間は弱く、悪魔は賢い (Ningen wa yowaku, akuma wa kashikoi)           | 5. Jan. 2018           | 5. Jan. 2018                                   |
| 8          | 8         | Wer bin ich?                       | オレはオレを知らなくてはならない (Ore wa ore o shiranakute wa naranai) | 5. Jan. 2018           | 5. Jan. 2018                                   |
| 9          | 9         | Fahrt zur Hölle, Sterbliche!       | 地獄へ墜ちろ、人間ども (Jigoku e ochiro, ningen-domo)                  | 5. Jan. 2018           | 5. Jan. 2018                                   |
| 10         | 10        | Heulsuse                           | 泣き虫 (Nakimushi)                                                     | 5. Jan. 2018           | 5. Jan. 2018                                   |